# Gare d’Yffiniac
Gare d'Yffiniac – przystanek kolejowy w Yffiniac, w departamencie Côtes-d’Armor, w regionie Bretania, we Francji.
Jest przystankiem kolejowym Société nationale des chemins de fer français (SNCF), obsługiwaną przez pociągi TER Bretagne.

## Położenie
Znajduje się na wysokości 52 m n.p.m., na 464,954 km linii Paryż – Brest, pomiędzy stacjami Lamballe i Saint-Brieuc. 

## Usługi
Usługi kolejowe są prowadzone przez pociągi TER Bretagne, kursujące między Rennes i Saint-Brieuc.